# Alexander Vasilyevich Belyakov
Alexander Vasilyevich Belyakov (21 de dezembro de 1897 – 28 de novembro de 1982) foi um navegador russo, juntamente com Valery Chkalov e Georgy Baydukov, estabeleceu um recorde sobre o voo mais longo sobre o Pólo Norte, partindo de Moscovo a Vancouver, Washington, nos Estados Unidos.

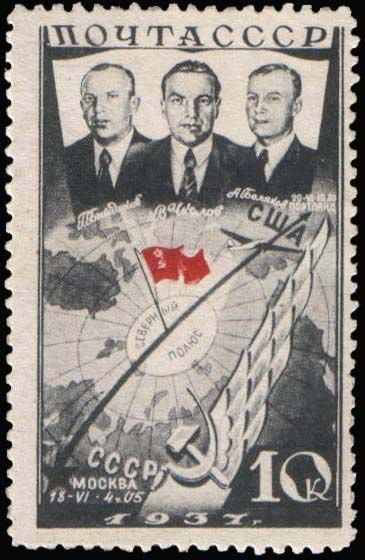
Valery Chkalov (centro) com Georgy Baydukov (direita) e Alexander Belyakov (esquerda) em um selo postal soviético emitido em comemoração a seu voo sem escala para os Estados Unidos em 1937.